# 피란텔
피란텔은 여러 기생충 감염을 치료하는 데 사용되는 약물이다. 이 물질은 회충증, 십이지장충 감염, 요충 감염, 모양선충증 및 섬모충증을 포함한다. 구강 투여하여 복용한다.
부작용으로는 메스꺼움, 두통, 현기증, 수면 장애, 발진 등이 있다. 간 질환이 있는 사람에게는 더 낮은 용량을 사용해야 한다. 임신 중에 유해한 것으로 보이지는 않지만 이러한 용도로 연구된 바는 없다. 모유 수유 중에 사용하기에 안전한지는 확실하지 않다. 구충제 계열의 약물에 속한다. 벌레를 마비시켜 작동한다.
피란텔은 1965년에 처음 기술되었다. 세계 보건 기구의 필수 의약품 목록에 나열되어 있다. 피란텔은 제네릭 의약품으로 제공된다. 또한 여러 다른 동물의 벌레를 치료하는 데 사용할 수도 있다.